# Cuenca (Ecuador)
Santa Ana de los Ríos de Cuenca (spesso abbreviato semplicemente in Cuenca) è la terza città dell'Ecuador per numero di abitanti, capoluogo della provincia di Azuay e dell'omonimo cantone.
Si trova nella cosiddetta Sierra, una parte delle Ande, e sorge a circa 2.500 metri sul livello del mare. All'epoca dell'impero Inca era conosciuta con il nome di Tumibamba. La città attuale ha un tipico aspetto coloniale: il suo centro storico, molto ben conservato, è stato per questa ragione inserito nell'elenco dei Patrimoni dell'umanità dell'UNESCO.

## Geografia fisica

### Territorio
Si trova nella regione montagnosa (Sierra) dell'Ecuador, nella parte meridionale, a 432 km di strada da Quito, capitale dell'Ecuador e 191 da Guayaquil, principale porto ecuadoriano.
Situata su tre terrazzi naturali è divisa in due parti dal fiume Tomebamba, che attraversa il centro storico e sorge sul terrazzo di mezzo.  Altri fiumi che attraversano il territorio di Cuenca sono il Yanuncay, il Tarqui e il Machangara, che unendosi nel nord-est della città formano il Rio Cuenca. La piazza centrale di Cuenca si trova a 2.550 m.s.l.m..

### Clima
Cuenca gode di un clima privilegiato essendo collocata all'interno di una grande valle nel mezzo della Cordigliera andina con una temperatura variabile tra i 7-15 °C in inverno e 12-25 °C in estate, paragonabile ad un clima primaverile durante tutto l'anno, che permette la coltivazione di fiori ed è ideale per coltivare fiori, orchidee in particolare, che vengono esportati in tutto il mondo. La temperatura media della città si aggira sui 15 °C
| Dati meteo                         | Mesi | Mesi | Mesi | Mesi | Mesi | Mesi | Mesi | Mesi | Mesi | Mesi | Mesi | Mesi | Anno |
| Dati meteo                         | Gen  | Feb  | Mar  | Apr  | Mag  | Giu  | Lug  | Ago  | Set  | Ott  | Nov  | Dic  | Anno |
| ---------------------------------- | ---- | ---- | ---- | ---- | ---- | ---- | ---- | ---- | ---- | ---- | ---- | ---- | ---- |
| T. max. media (°C)                 | 20,6 | 21,1 | 20,6 | 20,6 | 19,4 | 18,9 | 18,3 | 18,9 | 20,6 | 21,1 | 21,7 | 21,7 | 20,3 |
| T. media (°C)                      | 15,3 | 15,8 | 15,6 | 15,3 | 14,4 | 13,6 | 13,3 | 13,3 | 14,7 | 15,3 | 14,7 | 15,6 | 14,7 |
| T. min. media (°C)                 | 10,0 | 10,6 | 10,6 | 10,0 | 9,4  | 8,3  | 8,3  | 7,8  | 8,9  | 9,4  | 7,8  | 9,4  | 9,2  |
| Precipitazioni (mm)                | 67   | 85   | 107  | 109  | 77   | 68   | 53   | 47   | 56   | 73   | 69   | 67   | 878  |
| Giorni di pioggia                  | 20   | 21   | 22   | 19   | 15   | 11   | 10   | 10   | 12   | 16   | 13   | 10   | 179  |
| Eliofania assoluta (ore al giorno) | 5    | 4    | 4    | 4    | 5    | 5    | 6    | 6    | 5    | 5    | 5    | 5    | 4,9  |

## Storia
Secondo alcune scoperte archeologiche, i primi abitanti di questa regione si stabilirono qui già nel IX millennio a.C.: sono infatti stati ritrovati antichissimi resti che fanno pensare ad una società di cacciatori-raccoglitori, sviluppatasi nella zona della grotta di Chopsi.
La storia della città comincia molto tempo prima dell'arrivo degli spagnoli, addirittura prima degli Inca: pare infatti che sia stata fondata nel VI secolo dai Cañari, che diedero all'insediamento il nome di Guapondeleg, cioè terra grande come il cielo. Durante il XV secolo gli Inca conquistarono e occuparono il territorio, sostituendo le costruzioni originarie con le loro ma facendo proprie molte delle conoscenze dei Cañari nel campo dell'astronomia e dell'agricoltura.
Poco dopo la conquista della città, il re Inca Túpac Yupanqui ordinò la costruzione di un grande centro abitato, Pumapungo (la porta del puma), la cui magnificenza avrebbe dovuto rivaleggiare con quella di Cuzco.
Il nuovo sito Inca era comunque conosciuto con il nome di Tumibamba, letteralmente "la pianura del tumi", dove "tumi" è riferito ad un'arma da taglio usato dagli Inca in battaglia, ma anche strumento per usi medici e sacerdotali. Tumibamba ha dato i natali a Huayna Cápac, il nuovo sovrano figlio di Tupac Yupanqui. Durante il suo regno divenne, effettivamente, la nuova capitale del Nord dell'impero, sede prediletta dell'Inca e base di partenza di tutte le sue operazioni militari. Durante la guerra civile tra i figli di Huayna Capac, Huáscar ed Atahuallpa, sarebbe stata la sede di feroci scontri che ne avrebbero determinato la distruzione.
Quando arrivarono i conquistadores spagnoli, si misero immediatamente alla ricerca di questa città che secondo la leggenda aveva templi d'oro e altre magnificenze, ma trovarono solo rovine. Dopo essere stata abbandonata dai Cañari e dagli Inca, Cuenca rimase un piccolo centro fino a metà del XVI secolo.
La Cuenca che vediamo oggi venne fondata nel 1557 dall'esploratore spagnolo Gil Ramírez Dávalos su ordine di Andrés Hurtado de Mendoza, all'epoca viceré del Perù, un nativo della città spagnola di Cuenca (motivo per cui il nuovo insediamento venne battezzato con quel nome). La città ottenne l'indipendenza il 3 novembre 1820 quando, essendo diventata uno dei centri più importanti dell'Ecuador, fu una delle tre città capoluogo di provincia del nascente stato (le altre due erano Quito e Guayaquil).

## Società
La popolazione attuale si aggira intorno ai 500.000 abitanti. L'economia della città si basa principalmente sull'agricoltura e sull'industria ad essa collegata, oltre che sulle sue antiche università (in città ve ne sono ben otto, la più famosa e antica delle quali è la Universidad de Cuenca), con circa 12.000 studenti).

### Evoluzione demografica
Popolazione cantonale

### Etnie e minoranze straniere
La popolazione di Cuenca discende da varie etnie, tra cui le popolazioni indigene dei Cañari e degli Inca, e da quella spagnola che arrivò durante la colonizzazione dell'America, e anche da una quantità molto minore di discendenti africani. Il risultato della mescolanza razziale soprattutto tra indigeni e spagnoli nel corso del tempo ha fatto sì che quasi il 90% della popolazione di Cuenca sia meticcia, così come risultato dal censimento del 2010, dove era previsto un processo di auto-identificazione secondo le usanze e le tradizioni dei cittadini, e dove i meticci sono risultati l'89,7% della popolazione, contro il 5,7% di bianchi, il 2,2% di afroecuadoriani e l'1,7% di indigeni

## Monumenti e luoghi d'interesse

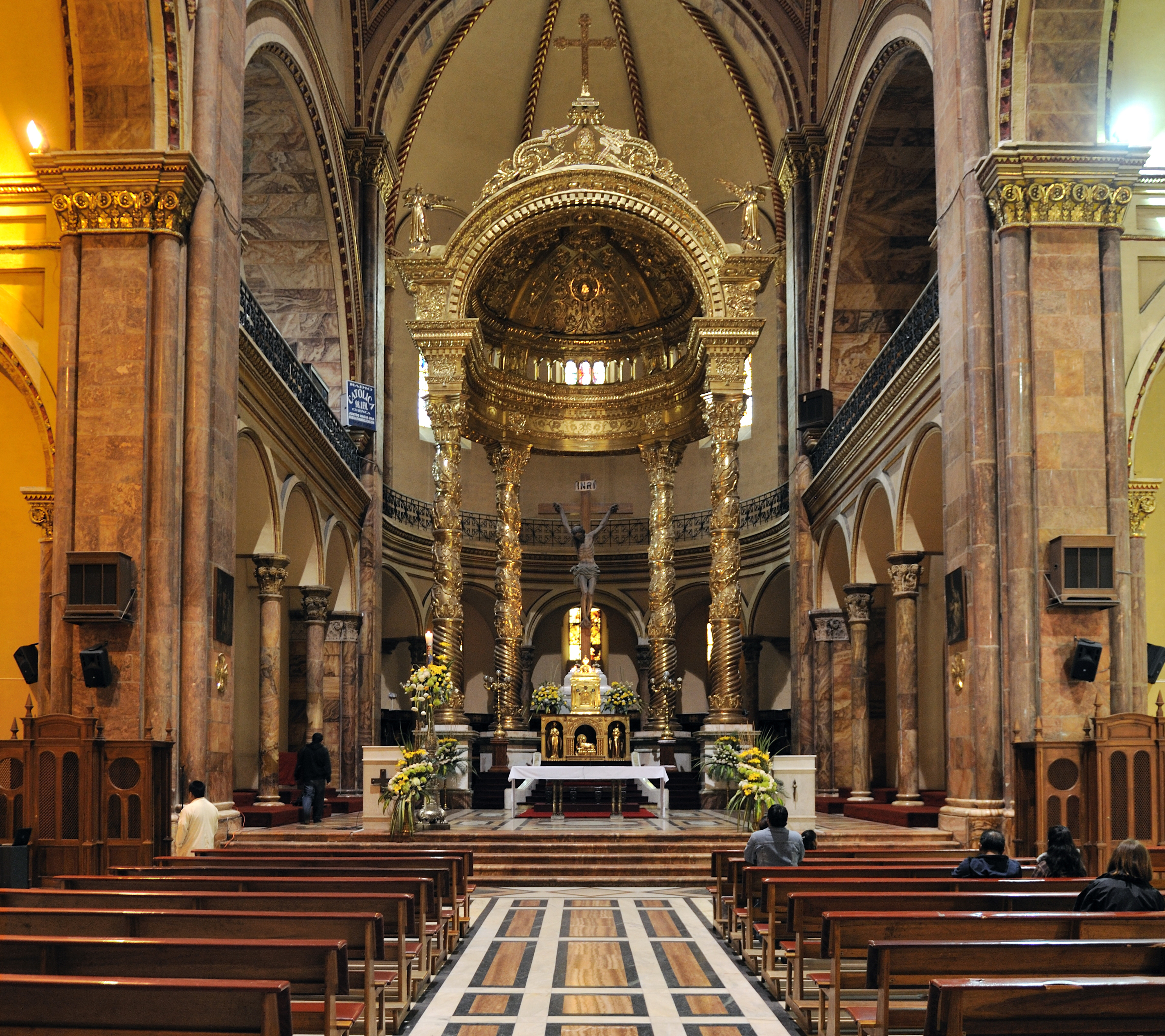
L'altare della Cattedrale dell'Immacolata Concezione

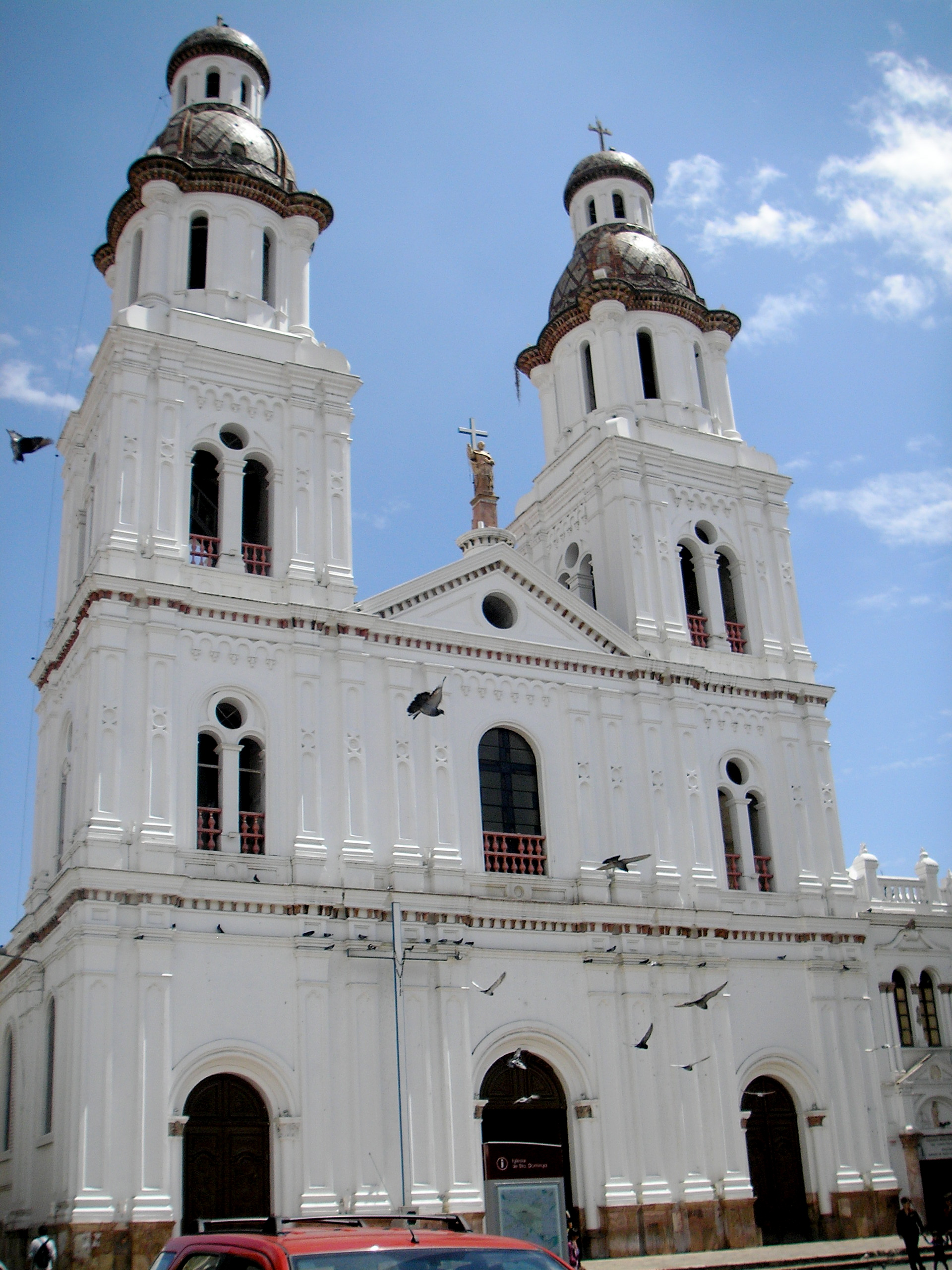
La Chiesa di Santo Domingo

- Vecchia cattedrale (costruita nel 1557 ma ben presto ritenuta troppo piccola per ospitare la popolazione; in fase di restauro)
- Nuova cattedrale (costruita nel 1880 per rimpiazzare la Vecchia, troppo piccola per la popolazione di Cuenca; costruita in stile neogotico, è uno dei simboli della città; le due torri sono troncate e non vennero mai portate a termine a causa di un macroscopico errore di progettazione: se fossero state ultimate, le fondamenta non sarebbero state in grado di reggerne il peso e la struttura sarebbe crollata)
- Parco Abdon Calderon (si trova fra le due cattedrali, vicino al palazzo del municipio)

Concezione Monastero El Carmen de Asuncion (fondato nel 1682)
- Monastero e museo La Concepcion (con tombe del XVII secolo e una collezione di arte sacra)
- Casa della cultura ecuadoriana
- Museo municipale Remigio Crespo Toral
- Museo della banca centrale
- Museo delle culture aborigene
- Chiesa di Santo Domingo
- San Blas.
- Ruinas de todos los santos (luogo in cui si trovano nove nicchie di origine incaica, di forma trapezoidale)

## Amministrazione

### Gemellaggi
La città è gemellata con:
- Azogues
- Cuenca
- Cusco
- Ecatepec de Morelos
- Guanajuato
- L'Avana
- Mérida
- Paducah
- Puebla de Zaragoza
- Rosario
- Tempe
- Xi'an